# Xylobiops sextuberculatus
Xylobiops sextuberculatus is een keversoort uit de familie boorkevers (Bostrichidae). De wetenschappelijke naam van de soort is voor het eerst geldig gepubliceerd in 1858 door LeConte als Sinoxylon sextuberculatum.